# シェイクスピアカントリークラブ
シェイクスピアカントリークラブは、 北海道石狩市八幡町字高岡にあるゴルフ場である。

## 概要
二つの沢に区切られた三つの台地に広がる。全体に大きなうねりのある地形で　ユニークなクロスバンカーの位置ともども第１打の狙いがかなりしぼられている。
各ホールにシェイクスピアに因んだネーミングがほどこされており、それなりの意図がこめられている。たとえば１番と10番はそれぞれ「ロミオとジュリエット」と名付けられ、隣り合わせのグリーンで2人が寄り添う設定とされている。
11番が“真夏の夜の夢”で、グリーンの背後に流れ落ちる滝がグリーンの下を通って正面に溢れ出るウォーター・ホールだった。自然素材と向き合い、そこへ配置するデザインと知的に戯れる設計スタイルがいかにも金田武明の設計といえる。
グリーンは総じて大きくアンジュレーションもトリッキーで戦略性に富んだホールとなっている。

## 所在地
〒061-3481 北海道石狩市八幡町高岡306ｰ11

## コース情報
- 開場日 - 1991年6月20日
- 設計者 – 金田武明[2]
- 面積 - 810,000 m2（約24.5万坪）
- コースタイプ – 丘陵コース
- コース - 18ホールズ、パー72、ヤード6,509、コースレート 73.1
- グリーン – 1グリーン、ベント（ペンクロス）
- フェアウエイ -ケンタッキーブルーグラス
- ラフ – ケンタッキーブルーグラス
- ハザード - バンカー69、池が絡むホール6
- ラウンドスタイル - キャディ・セルフ選択可（全組乗用カート付）
- 休場日 - 定休日なし [3]

## ギャラリー
- コース - 「シェイクスピアカントリークラブ 」、コース情報
- ハウス - 「シェイクスピアカントリークラブ 」、施設案内

## アクセス

### 位置情報
- 北緯43度15分14.21秒 東経141度27分49.48秒 / 北緯43.2539472度 東経141.4637444度

### 自動車利用
- E5A 札樽自動車道(2番) 伏古インターチェンジより約25 km
- E5 道央自動車道(34番) 江別西インターチェンジより約25 km

### 鉄道利用
- 北海道旅客鉄道・学園都市線「石狩当別駅」下車、タクシーで約10分